# Горішній Вадин
Горішній Вади́н (болг. Горни Вадин) — село у Врачанській області Болгарії. Входить до складу общини Оряхово.

## Населення
За даними перепису населення 2011 року у селі проживали 302 особи, з них 291 особа (97,7%) — болгари.
Розподіл населення за віком у 2011 році:
Динаміка населення: